# Nordkoreanisch-osttimoresische Beziehungen
Die nordkoreanisch-osttimoresische Beziehungen beschreiben das zwischenstaatliche Verhältnis von Nordkorea und Osttimor. Nach Angaben Nordkoreas wurden diplomatische Beziehungen mit Osttimor am 11. Mai 2002, neun Tage vor der Unabhängigkeit Osttimors, aufgenommen. Weder hat Nordkorea eine Botschaft in Osttimor noch Osttimor eine diplomatische Vertretung in Nordkorea. Nordkoreas für Osttimor zuständiger Botschafter hat seinen Sitz in Jakarta (Indonesien). Für 2018 gibt das Statistische Amt Osttimors keine Handelsbeziehungen zwischen Osttimor und Nordkorea an.